# Ferdinand Nigg (Politiker)
Ferdinand Nigg (* 31. Oktober 1893 in Vaduz; † 13. Juli 1957 ebenda) war ein liechtensteinischer Politiker.

## Biografie

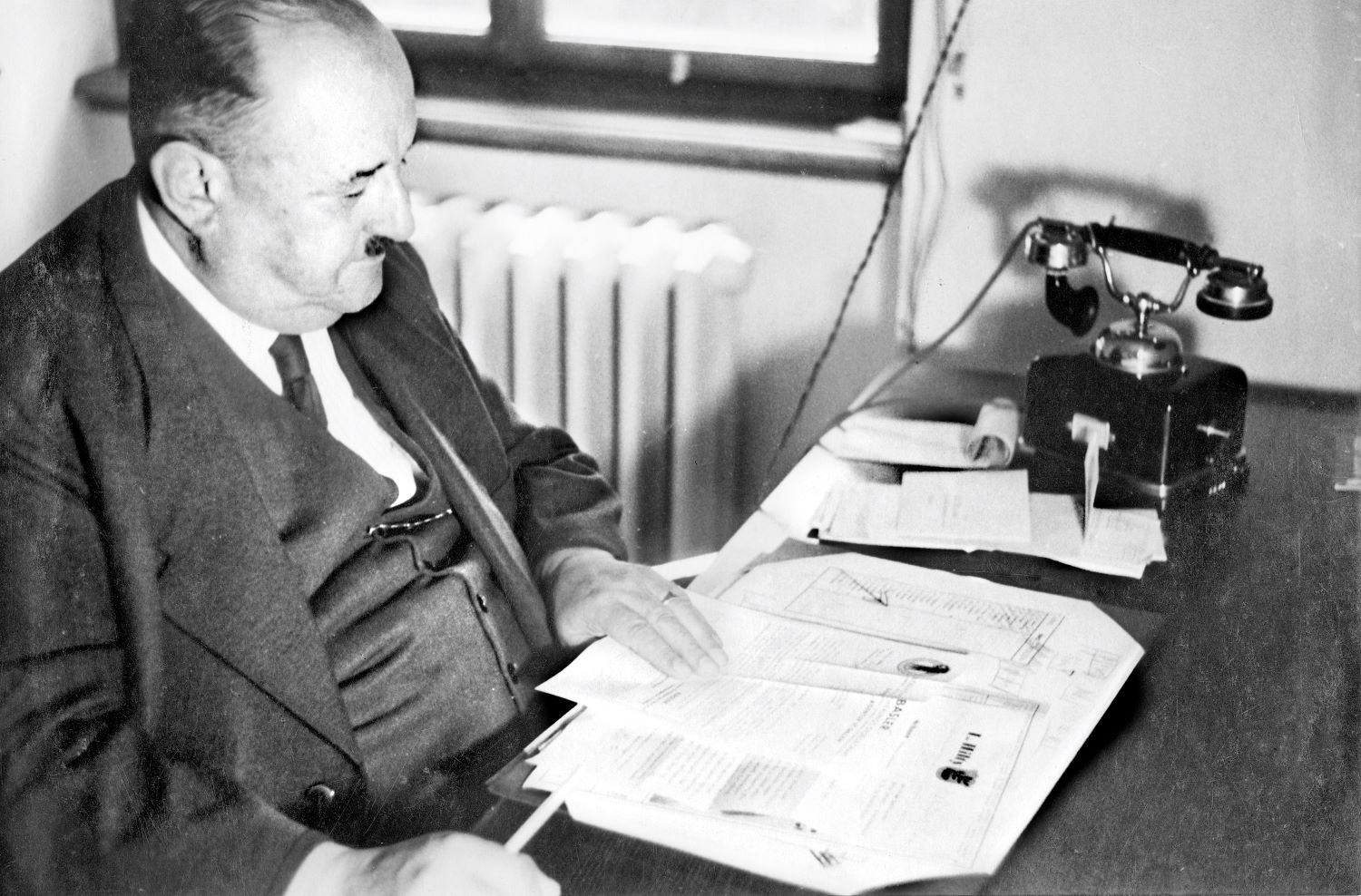
Ferdinand Nigg

Ferdinand Nigg war Bürger von Balzers. Er war der älteste Sohn des Bäckermeisters Ferdinand Nigg und dessen Frau Celina (geb. Baltisser) und wuchs zusammen mit fünf Geschwistern in Vaduz auf. Dort ging er zur Primar- und anschliessend zur Landesschule. 1909 wurde er als Gerichtsschreiber Angestellter beim Liechtensteinischen Landgericht. Zwei Jahre später, 1911, wechselte Nigg als Amtsschreiber in die Regierungskanzlei. 1920 wurde er Leiter der Regierungskanzlei. 1923 wurde er zum Regierungssekretär ernannt. Diesen Posten bekleidete er bis 1945, als er auf Vorschlag des Landtages am 3. September 1945 von Fürst Franz Josef II. zum Regierungschef-Stellvertreter ernannt wurde. Nigg gehörte der Regierung unter Alexander Frick bis zu seinem Tod an und wurde in dieser Zeit zweimal im Amt bestätigt (1949 und 1953). Zu seinem Aufgabenbereich gehörte die Land- und Forstwirtschaft, das Gewerbewesen, das Sanitätswesen, die Fremdenpolizei, die soziale Fürsorge und das Justiz- und Verkehrswesen. Sein besonderes Interesse galt der Arbeiterschutzbewegung, so setzte er sich für die Einführung der Alters- und Hinterlassenenversicherung (AHV) ein. Diese wurde zwar von Alexander Frick unterstützt, jedoch den FBP-Gemeinden im Unterland bekämpft. Schließlich wurde der Einführung der Alters- und Hinterlassenenversicherung 1952 in einer Volksabstimmung zugestimmt. Am 1. Januar 1954 trat sie in Kraft.
Als junger Beamter stand Nigg um 1920 der Fortschrittlichen Bürgerpartei (FBP) nahe, war dann aber später Mitglied der Volkspartei, kurzzeitig des Liechtensteiner Heimatdienstes und schliesslich der Vaterländischen Union (VU), in der Volkspartei und Heimatdienst aufgegangen waren.

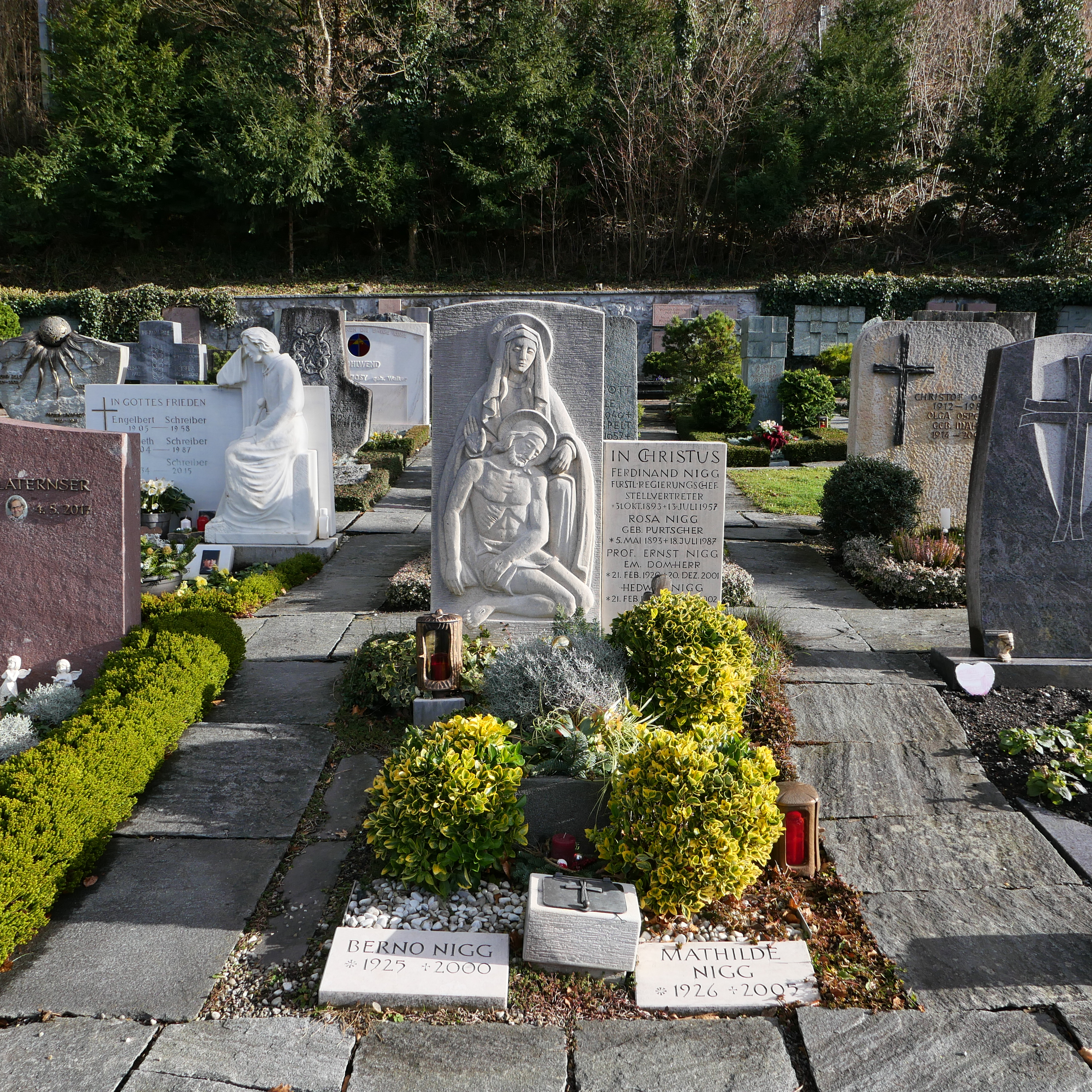
Das Familiengrab im Jahr 2024

Neben seiner politischen Arbeit engagierte sich Nigg im Historischen Verein Liechtensteins, dem er seit 1916 angehörte. Nach dem Tod Egon Rheinbergers wurde Nigg auf der Jahresversammlung 1936 an dessen Stelle in den Vorstand gewählt. Als Vorstandsmitglied war er von 1942 bis 1957 Vereinsbibliothekar. Des Weiteren war er von 1955 bis 1957 auch Schriftführer des Vereins. Er publizierte zu den wirtschaftlichen und politischen Verhältnissen in Liechtenstein in verschiedenen in- und ausländischen Zeitungen und Zeitschriften und widmete sich heimatkundlichen und historischen Studien.
Nigg war seit dem 9. September 1918 verheiratet gewesen. Aus der Ehe mit Rosa Burtscher (1893–1987) gingen vier Kinder, zwei Söhne und zwei Töchter, hervor: Ernst (1920–2001), der Priester wurde, seine Zwillingsschwester Hedwig (1920–2002), Berno (1925–2000) und Mathilde (1926–2005). Ferdinand Nigg starb nach kurzer Krankheit und wurde auf dem Friedhof Vaduz in beigesetzt. In dem Grab fanden auch seine Frau und die vier Kinder ihre letzte Ruhestätte.